# 凯瑟琳·梅里
凯瑟琳·梅里（英語：Katharine Merry，1974年9月21日—），英国女子田径运动员。她曾代表英国参加1996年和2000年夏季奥林匹克运动会田径比赛，其中2000年奥运会获得一枚铜牌。